# Roy Nik
Roy Nik (em hebraico: רועי ניק; Herzliya, 8 de julho de 1992) é um ator israelense. Ele foi indicado ao Emmy Internacional de melhor ator por seu papel na série de TV Normali.

## Filmografia
| Ano     | Título        | Papel          | Nota(s)                                    |
| ------- | ------------- | -------------- | ------------------------------------------ |
| 2010    | Chaim Acherim | Ephraim        | Episódio: #1.1                             |
| 2011    | 2.3 BeShavua  | John John      |                                            |
| 2012    | Rock Ba-Casba | Aki            |                                            |
| 2012    | Shesh Peamim  | Tomer          |                                            |
| 2012-13 | Euphoria      | Elkana         | 10 episódios                               |
| 2014    | Emek          | David          |                                            |
| 2014-19 | Betoolot      | Roee Motola    | 28 episódios                               |
| 2017-18 | Kipat Barzel  | Amram          | 8 episódios                                |
| 2019    | Bobale Hotel  | Mesh           | Curta-metragem                             |
| 2020    | Kibutznikim   | Yair ya-ya     | 7 episódios                                |
| 2020    | Possessions   | Shai           | 6 episódios                                |
| 2020    | Normali       | Noam Ashkenazi | Indicado-Emmy Internacional de Melhor Ator |